# Günter Kuhnke

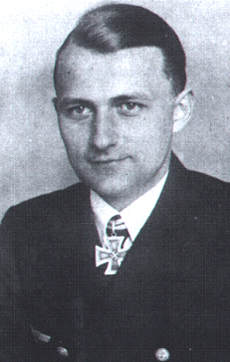
Günter Kuhnke als Kapitänleutnant

Günter Kuhnke (* 7. September 1912 in Elbing; † 11. Oktober 1990 in Schortens) war ein deutscher Marineoffizier, zuletzt Konteradmiral der Bundesmarine.

## Leben

### Vorkriegsjahre
Kuhnke, Sohn eines Oberstabsintendanten, trat am 7. April 1931 als Seeoffiziersanwärter der Reichsmarine bei und wurde der II. Schiffstammdivision der Ostsee in Stralsund für seine infanteristische Grundausbildung zugeteilt. Anschließend wurde Kuhnke am 30. Juni 1931 auf das Segelschulschiff Niobe versetzt, wo er seine praktische Bordausbildung begann. Am 17. Oktober 1931 wechselte er zur weiteren Ausbildung auf den Leichten Kreuzer Karlsruhe, wo er am 1. April 1932 seine Beförderung zum Seekadetten erhielt. Am 1. April 1934, unter gleichzeitiger Ernennung zum Fähnrich zur See, begann er an der Marineschule Mürwik in Flensburg-Mürwik seinen Fähnrichslehrgang. Vom 29. März 1934 bis 25. September 1934 folgten diverse Lehrgänge (Fähnrichs-Nachrichtenlehrgang, Fähnrichs-Torpedolehrgang, Fähnrichs-Sperrwaffenlehrgang, Fähnrichs-Fla-Maschinenwaffenlehrgang und Fähnrichs-Artillerielehrgang). Außerdem absolvierte er zwei Navigationsbelehrungsfahrten im Juni und Oktober 1933 an Bord des Tenders Weser.
Nach der Beendigung seiner Fähnrichsausbildung wurde Kuhnke auf das Linienschiff Hessen versetzt, wo er seine Bordausbildung abschloss. Danach diente er als Divisionsleutnant auf dem Panzerschiff Admiral Scheer, wo Kuhnke am 1. Januar 1935 zum Oberfähnrich zur See und am 1. April 1935 zum Leutnant zur See befördert wurde. Am 30. September 1935 wechselte er zur U-Boot-Waffe und besuchte bis zum 21. Dezember 1935 die Torpedoschule in Flensburg-Mürwik sowie einen anschließenden Torpedooffiziers-Lehrgang. Danach wurde Kuhnke beim Befehlshaber der Unterseeboote „zur Verfügung“ gehalten. Am 24. Juni 1936 erfolgte seine Versetzung als Wachoffizier zur 2. U-Flottille „Saltzwedel“ mit dem Einsatz als 1. Wachoffizier auf U 27. Nach weiteren Speziallehrgängen in Kiel-Wik wurde der am 1. Januar 1937 zum Oberleutnant zur See beförderte Kuhnke am 28. Oktober 1938 Kommandant von U 28.

### Einsatz im Zweiten Weltkrieg
Feindfahrten
U 28
1. 19. August 1939 bis 29. September 1939 (1 Schiff mit 4.955 BRT versenkt)
2. 8. November 1939 bis 18. Dezember 1939 (2 Schiffe mit 10.277 BRT versenkt)
3. 18. Februar 1940 bis 23. März 1940 (2 Schiffe mit 11.215 BRT versenkt)
4. 20. Mai 1940 bis 6. Juli 1940 (3 Schiffe mit 7.203 BRT versenkt)
5. 11. August 1940 bis 17. September 1940 (4 Schiffe mit 9.945 BRT versenkt)
6. 12. Oktober 1940 bis 15. November 1940 (1 Schiff mit 5.389 BRT versenkt)

U 125
1. 15. Juli 1941 bis 28. Juli 1941
2. 12. August 1941 bis 6. November 1941

Während des Überfalls auf Polen war Kuhnke mit U 28 im Nordatlantik zu einer Feindfahrt ausgelaufen, in dessen Verlauf er ein Schiff mit 4955 BRT versenken konnte. Bis Jahresende 1939 lief Kuhnke, am 1. Oktober 1939 zum Kapitänleutnant befördert, ein zweites Mal aus, wobei ihm die Versenkung zweier weiterer Schiffe mit 10.277 BRT gelang. Bis zum 15. November 1940 lief U 28 unter Kuhnkes Kommando zu weiteren vier Feindfahrten aus, wobei insgesamt zehn Schiffe mit 52.084 BRT versenkt wurden. Zwei Schiffe mit 14.255 BRT wurden beschädigt. Am 19. September 1940 erhielt er das Ritterkreuz des Eisernen Kreuzes.
Er gab das Kommando über U 28 am 16. November 1940 ab und wurde am 3. Februar 1941 zur Baubelehrung für das im Bau befindliche U 125 versetzt, das er am 3. März 1941 in Dienst stellte. Mit U 125 lief er bis zum 21. November 1941 zu zwei Feindfahrten in den Mittelatlantik aus, wo er jedoch keine Ziele finden konnte. Am 15. Januar 1942 wurde er zum Chef der 10. U-Flottille in Lorient ernannt, wo er am 1. März 1943 zum Korvettenkapitän befördert wurde. Bei der Auflösung der Flottille am 27. August 1944 übernahm Kuhnke kurzzeitig das Kommando über das letzte auslaufende U-Boot U 853 und erreichte am 14. Oktober Flensburg. Dort übernahm er bis Mai 1945 das Kommando über die 33. U-Flottille.

### Nachkriegsjahre und Dienst in der Bundesmarine
Im Juli 1945 wurde Kuhnke reaktiviert und dem Deutschen Minenräumdienst zugeteilt, wo er vom 23. Juli 1945 bis 15. April 1946 als Referent im Stab tätig war.

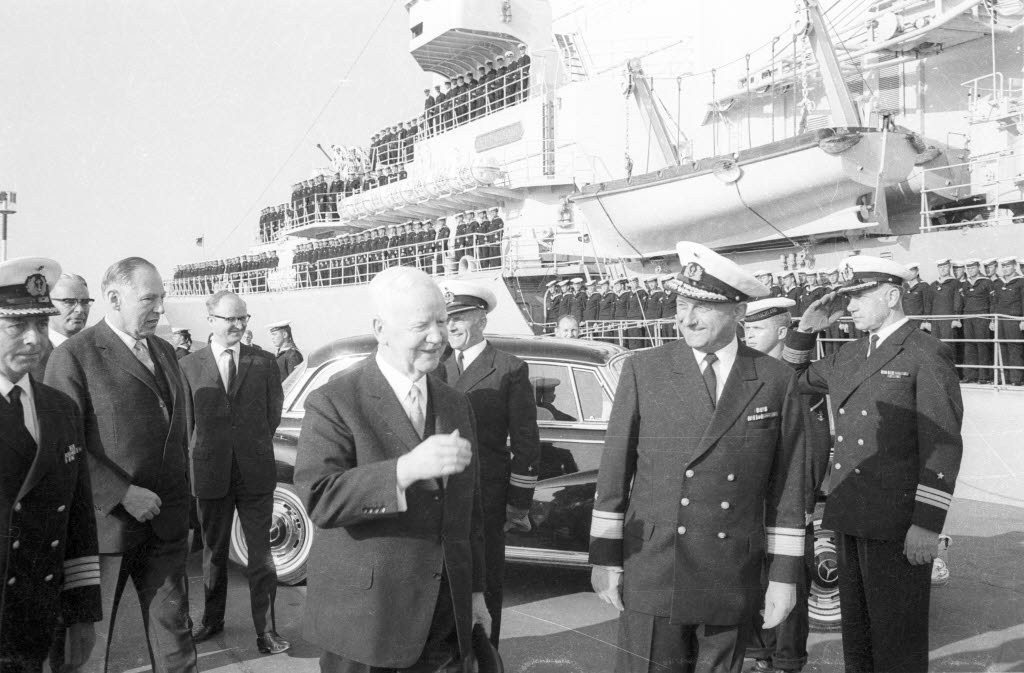
Kuhnke als Konteradmiral mit Bundespräsident Heinrich Lübke 1967

Am 16. November 1955 trat Kuhnke in die Bundesmarine ein. Am 16. Juni 1956 erfolgte seine Beförderung zum Fregattenkapitän. Von der Indienststellung am 14. Juli 1959 bis zum 15. November 1960 war er Kommandant des Zerstörers 2, einem Zerstörer der Klasse 119. Danach wechselte er in den Führungsstab der Bundeswehr. Vom 16. Oktober 1962 bis zum 1. Oktober 1964 war er als Kapitän zur See, mit Beförderung zum 27. Juli 1961, Chef der Zerstörerflottille.
Kuhnke wurde am 28. Januar 1965 zum Flottillenadmiral befördert und zum Stellvertreter des Befehlshabers der Flotte ernannt. Am 1. April 1966 wurde er unter Beförderung zum Konteradmiral Amtschef des Marineamts. Von hier aus trat er am 30. September 1972 in den Ruhestand.
Kuhnke war verheiratet und hatte zwei Kinder.

## Auszeichnungen
- Dienstauszeichnung IV. Klasse am 2. Oktober 1936
- Eisernes Kreuz (1939) 2. Klasse am 29. September 1939
- Eisernes Kreuz (1939) 1. Klasse am 1. Oktober 1939
- Kriegsverdienstkreuz (1939) 2. Klasse mit Schwertern am 30. Januar 1944
- Ritterkreuz des Eisernen Kreuzes am 19. September 1940[4]
- Großes Verdienstkreuz des Verdienstordens der Bundesrepublik Deutschland (1969)
- Großes Verdienstkreuz mit Stern des Verdienstordens der Bundesrepublik Deutschland (1972)